# Horror vacui (fizică)
În fizică, horror vacui sau plenism este o teorie propusă de filozoful grec Aristotel care a sugerat că natura are oroare de vid, cu alte cuvinte orice spațiu gol ar fi întotdeauna gata să absorbă gaze sau lichide numai pentru a evita sa rămână gol.
Teoria a fost acceptată și de  Galileo Galilei. Pe baza acestei teorii mai multe secole s-a crezut că spațiul nu ar putea fi gol și că nu ar exista vidul.